# Licibořice
Licibořice (en allemand : Litziborschitz) est une commune du district de Chrudim, dans la région de Pardubice, en République tchèque. Sa population s'élevait à 258 habitants en 2022.

## Géographie
Licibořice se trouve à 9 km au sud-sud-ouest de Chrudim, à 18 km au sud de Pardubice et à 98 km à l'est-sud-est de Prague.
La commune est limitée par Rabštejnská Lhota au nord, par Slatiňany au nord-est, par Svídnice à l'est, par Nasavrky, České Lhotice et Křižanovice au sud, et par Liboměřice à l'ouest.

## Histoire
La première mention écrite de la localité date de 1329.

## Administration
La commune se compose de trois sections :
- Licibořice
- Šiškovice
- Slavice

## Galerie

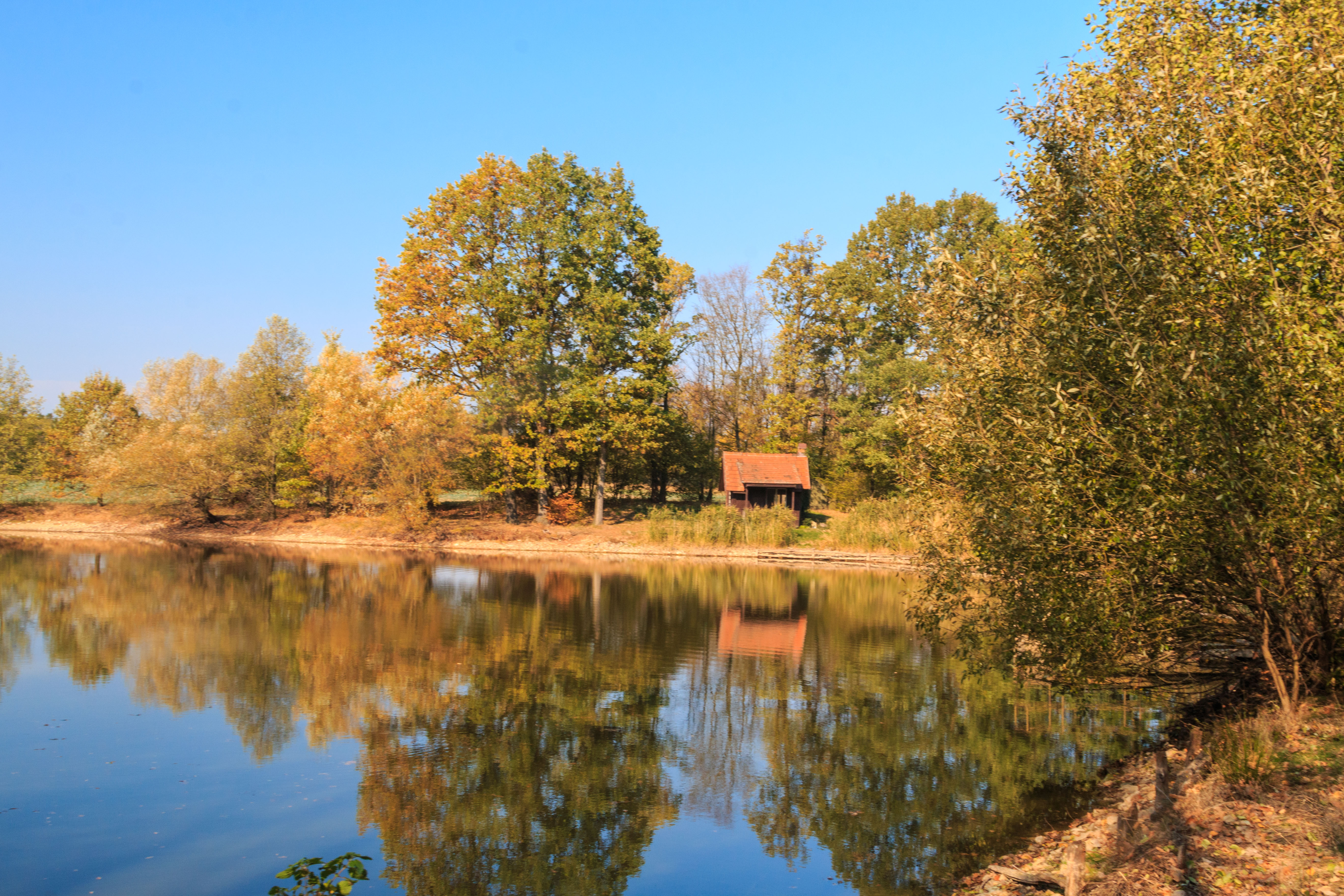
Étang Smetánka.
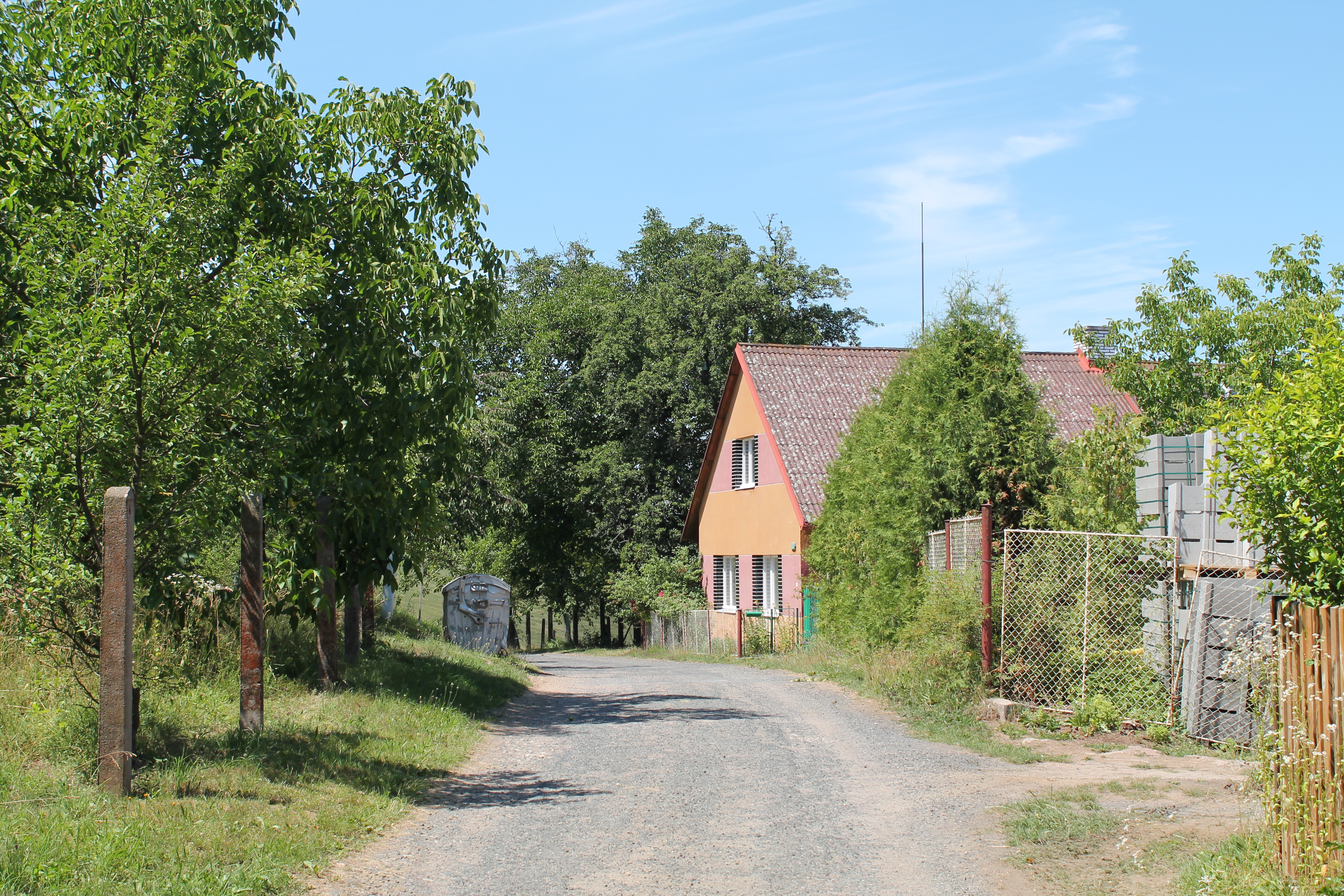
Hameau de Slavice.

## Transports
Par la route, Licibořice se trouve à 8 km de Slatiňany, à 12 km de Chrudim, à 22 km de Pardubice et à 123 km de Prague. 